# Natura naturans

La Natura naturans (expression latine signifiant « Nature naturante ») est un concept qui, avec celui de Natura naturata (« Nature naturée »), forme une opposition philosophique classique.
« La nature naturante est Dieu, en tant que créateur et principe de toute action ; la nature naturée est l'ensemble des êtres et des lois qu'il a créés » (André Lalande, Vocabulaire technique et critique de la philosophie).
Vincent de Beauvais en 1476 : « Nature se dit en deux acceptions : d'une part la Nature naturante, c'est-à-dire la loi suprême de la nature, loi qui est Dieu... ; d'autre part la Nature naturée » (Speculum quadruplex, XV, 4).

## Philologie
En général, on attribue cette terminologie aux traducteurs d'Averroès (1126-1198), à partir du latin natura, et du participe présent naturans du verbe naturare, qui appartient au latin médiéval et signifie « produire des effets naturels » (Charles du Fresne du Cange, Glossarium mediae et infinae latinitatis, 1678-1887). Les deux termes sont courants dans la scolastique : « Le terme de 'nature' peut désigner parfois l'essence d'une chose quelconque, qui est principe d'un certain mouvement. C'est ainsi que l'on attribue à Dieu une nature ordinairement appelée 'nature naturante', de même que la créature est appelée 'nature naturée' » (Johann Clauberg, Meletemata philosophica, 1665, p. 66).

## Philosophie
Le but est de montrer une unité entre Dieu et le monde. Cependant, chaque terme peut prêter à interprétation. Selon Martial Gueroult, « tantôt Natura naturans désigne Dieu créateur, l'esprit divin, rerum omnium opifex et parens, et Natura naturata l'ensemble de la nature créée ; tantôt Natura naturans désigne la Nature universelle elle-même, embrassant en elle toutes les choses créées, sorte de contenant doué d'une vertu active, comme le Ciel chez Aristote, et Natura naturata, son contenu, c'est-à-dire la nature particulière, ou ensemble des choses créées particulières douées chacune d'une vertu propre (cf. saint Thomas, Somme théologique, II, 1, qu. 85, art. 6, n° 3). »

## Histoire
D'après Olga Weijers, la première occurrence apparaît chez Michel Scot dans son Liber introductorius, postérieur à 1228. 
Thomas d'Aquin parle parfois de Dieu en termes de Natura naturans : il est la Nature suprême qui donne à chaque être sa nature constitutive et son achèvement. 
L'auteur qui a rendu la terminologie et l'opposition classiques est Spinoza. Il oriente sa réflexion dans un sens panthéiste. « Je veux expliquer ici, ou plutôt faire remarquer ce qu'il faut entendre par Nature naturante et Nature naturée. Car déjà par ce qui précède j'estime qu'il est établi que, par Nature naturante, il faut entendre ce qui est en soi et est conçu par soi, autrement dit les attributs de la substance qui expriment une essence éternelle et infinie, c'est-à-dire Dieu, en tant qu'il est considéré comme cause libre. Par Nature naturée, j'entends tout ce qui suit de la nécessité de la nature de Dieu, autrement dit de la nécessité de chacun des attributs de Dieu, c'est-à-dire tous les modes des attributs de Dieu en tant qu'ils sont considérés comme des choses qui sont en Dieu, et qui ne peuvent ni être, ni être conçues sans Dieu » (Éthique, I, proposition XXIX, scolie). 
Dans sa lecture de Spinoza, Karl Jaspers établit un parallèle entre ce concept et celui de Deus sive Natura. 